# Millettia takou
Millettia takou là một loài thực vật có hoa trong họ Đậu. Loài này được Lorougnon miêu tả khoa học đầu tiên.